# Technip
Technip là một nhà thầu lớn của Pháp về lĩnh vực dầu khí, có trụ sở tại La Défense, Paris, Pháp. Công ty này có lực lượng hơn 22.000 nhân viên trên khắp thể giới và doanh số hàng năm gần 7 tỷ euro. Technip xếp vào nhóm các tập đoàn xây dựng và công trình dịch vụ đầy đủ lớn nhất trong lĩnh vực dầu khí, hydrocarbons và hóa dầu. Technip có trụ sở trên khắp thế giới, bao gồm châu Mỹ, châu Âu, châu Á và Trung Đông. Tập đoàn này đang được niêm yết tại sở giao dịch chứng khoán Euronext Paris. Tổng giám đốc điều hành (CEO) của Technip là Thierry Pilenko. Hiện nay đang là nhà thầu xây dựng gói thầu số 1 dự án nhà máy lọc dầu Dung Quất.